# Банковский, Кшиштоф
Кши́штоф Банко́вский (пол. Krzysztof Bąkowski; род. 1961, Варшава) — польский скрипач.
Сын и ученик Зенона Банковского, многолетнего концертмейстера Варшавского филармонического оркестра и преподавателя Варшавской музыкальной академии, по окончании которой (1983) занимался в Индианском университете у Тадеуша Вроньского и Джозефа Гингольда (1984—1986). В 1990 г. стал победителем первого всепольского конкурса для скрипки соло, проведённого по инициативе и под руководством Вроньского.
Ещё со студенческих лет Банковский специализируется, прежде всего, на современной музыке. Им были осуществлены польские премьеры произведений Арво Пярта, Конлона Нэнкэрроу, Арне Нордхейма и др., а также многих современных польских авторов. Высокую оценку получила осуществлённая Банковским запись диска с произведениями Витольда Лютославского (с Симфоническим оркестром Польского Радио под управлением Антония Вита, лейбл Naxos), удостоенная, в частности, французской премии Diapason d’Or и премии газеты Rzeczpospolita за лучшую запись 1996 года.
В настоящее время профессор Варшавского музыкального университета и, как некогда его отец, концертмейстер Варшавского филармонического оркестра.